# Cristian Javier Simari Birkner
 Cristian Javier Simari Birkner (San Carlos de Bariloche, 4 oktober 1980) is een Argentijnse alpineskiër. Hij nam viermaal deel aan de Olympische Winterspelen, maar behaalde geen medaille. Cristian Javier Simari Birkner is de oudere broer van Macarena Simari Birkner en María Belén Simari Birkner.

## Carrière
Simari Birkner maakte zijn wereldbekerdebuut in december 1998 tijdens de slalom in Sestriere. Hij stond nog nooit op het podium van een wereldbekerwedstrijd.
Op de Olympische Winterspelen 2002 eindigde Simari Birkner op de zeventiende plaats in de slalom. Vier jaar later, in Turijn, was hij opnieuw van de partij op de Olympische Spelen. Als beste resultaat liet hij een 23e plaats in de combinatie en de reuzenslalom optekenen. Op de Olympische Winterspelen 2010 in Vancouver was een 26e plaats zijn beste resultaat, ditmaal op de olympische slalom. Hij was tevens vlaggendrager van de Argentijnse delegatie. In 2014 nam Simari Birkner voor een vierde keer deel aan de Olympische Spelen met een 29e plaats op de supercombinatie als beste resultaat.

## Resultaten

### Titels
Argentijns kampioen slalom - 1997, 1999, 2000; 2007, 2008, 2010, 2013
Argentijns kampioen reuzenslalom - 1999, 2000, 2001, 2006, 2008, 2010, 2012, 2013
Argentijns kampioen afdaling - 2000

### Wereldkampioenschappen
| Jaar | Plaats                 | Resultaten                                                               |
| ---- | ---------------------- | ------------------------------------------------------------------------ |
| 1997 | Sestriere              | 21e Combinatie 26e Slalom 47e Super G DSQ2 Reuzenslalom                  |
| 1999 | Vail-Beaver Creek      | 35e Reuzenslalom 41e Super G DNF1 Slalom                                 |
| 2001 | Sankt Anton am Arlberg | 41e Super G DNF1 Reuzenslalom DNF1 Slalom DNS1 Afdaling                  |
| 2003 | Sankt Moritz           | 17e Reuzenslalom 25e Slalom                                              |
| 2005 | Bormio                 | 23e Reuzenslalom DNF2 Slalom                                             |
| 2007 | Åre                    | 17e Slalom 30e Reuzenslalom DNF Supercombinatie                          |
| 2009 | Val d'Isère            | 25e Reuzenslalom DNF1 Slalom                                             |
| 2011 | Garmisch-Partenkirchen | 29e Slalom 42e Reuzenslalom DNF1 Super G DNF1 Supercombinatie            |
| 2013 | Schladming             | 22e Supercombinatie 30e Slalom 41e Reuzenslalom 45e Afdaling 57e Super G |
| 2015 | Vail/Beaver Creek      | 31e Slalom 35e Combinatie 36e Reuzenslalom 43e Afdaling 43e Super G      |
| 2017 | Sankt Moritz           | 35e Combinatie 39e Reuzenslalom 45e Afdaling DNF2 Slalom                 |
| 2019 | Åre                    | 51e Slalom 70e Reuzenslalom                                              |

### Olympische Spelen
| Jaar | Plaats         | Resultaten                                                                 |
| ---- | -------------- | -------------------------------------------------------------------------- |
| 2002 | Salt Lake City | 17e Slalom 30e Reuzenslalom DSQ1 Afdaling                                  |
| 2006 | Turijn         | 23e Combinatie 23e Reuzenslalom DNF1 Slalom                                |
| 2010 | Vancouver      | 26e Slalom 34e Reuzenslalom 55e Afdaling DNF2 Supercombinatie DNS1 Super G |
| 2014 | Sotsji         | 29e Supercombinatie 40e Reuzenslalom 47e Super G DNF1 Slalom               |

### Wereldbeker

#### Eindklasseringen
| Seizoen   | Algm | SC  |
| --------- | ---- | --- |
| 2011/2012 | 138e | 40e |
| 2015/2016 | 157e | 47e |